# جربیل کرمانی
 جربیل کرمانی(نام علمی: Gerbillus aquilus) نام یک گونه از زیرخانواده جربیل است.